# Спрингфілд (переписна місцевість, Вермонт)
Спрінгфілд (англ. Springfield) — переписна місцевість (CDP) в США, в окрузі Віндзор штату Вермонт. Населення — 4189 осіб (2020).

## Географія
Спрінгфілд розташований за координатами 43°17′3″ пн. ш. 72°28′26″ зх. д. / 43.28417° пн. ш. 72.47389° зх. д. (43.284136, -72.473775). За даними Бюро перепису населення США в 2010 році переписна місцевість мала площу 6,14 км², з яких 5,94 км² — суходіл та 0,20 км² — водойми.

## Демографія
Згідно з переписом 2010 року, у переписній місцевості мешкало 3979 осіб у 1779 домогосподарствах у складі 1022 родин. Густота населення становила 648 осіб/км². Було 1958 помешкань (319/км²).
Расовий склад населення:
| - 95,8 % — білих - 0,8 % — азіатів - 0,6 % — чорних або афроамериканців - 0,1 % — корінних американців |

До двох чи більше рас належало 2,2 %. Частка іспаномовних становила 1,5 % від усіх жителів.
За віковим діапазоном населення розподілялося таким чином: 24,0 % — особи молодші 18 років, 60,6 % — особи у віці 18—64 років, 15,4 % — особи у віці 65 років та старші. Медіана віку мешканця становила 38,9 року. На 100 осіб жіночої статі у переписній місцевості припадало 88,4 чоловіків; на 100 жінок у віці від 18 років та старших — 85,0 чоловіків також старших 18 років.
Середній дохід на одне домашнє господарство становив 48 685 доларів США (медіана — 30 748), а середній дохід на одну сім'ю — 58 024 долари (медіана — 42 361). За межею бідності перебувало 29,5 % осіб, у тому числі 52,7 % дітей у віці до 18 років та 13,1 % осіб у віці 65 років та старших.
Цивільне працевлаштоване населення становило 1597 осіб. Основні галузі зайнятості: освіта, охорона здоров'я та соціальна допомога — 23,4 %, мистецтво, розваги та відпочинок — 22,5 %, виробництво — 18,2 %.